# Spoorlijn Courtalain-Saint-Pellerin - Patay
De spoorlijn Courtalain-Saint-Pellerin - Patay is een deels opgebroken Franse spoorlijn van Saint-Pellerin naar Patay. De volledige lijn was 72,7 km lang en heeft als lijnnummer 558 000.

## Geschiedenis
De lijn werd geopend door de Administration des chemins de fer de l'État op 2 april 1883. Personenvervoer werd opgeheven op 18 juli 1939. Goederenvervoer tussen Courtalain-Saint-Pellerin en Châteaudun werd opgeheven op 24 augustus 1942. Tussen Châteaudun en Lutz-en-Dunois van 1993 tot 28 juni 2008 en na 1 juli 2019. Tussen Lutz-en-Dunois en Péronville was er goederenvervoer tot 28 juni 2008 en tussen Péronville - Patay tot 2010. 
Tussen Courtalain-Saint-Pellerin en Châteaudun is de lijn opgebroken, tussen Châteaudun en Patay buiten gebruik.

## Aansluitingen
In de volgende plaatsen is of was er een aansluiting op de volgende spoorlijnen:
Courtalain-Saint-Pellerin
RFN 500 000, spoorlijn tussen Chartres en Bordeaux-Saint-Jean
RFN 506 000, spoorlijn tussen Thorigné en Courtalain-Saint-Pellerin
Châteaudun
RFN 550 000, spoorlijn tussen Brétigny en La Membrolle-sur-Choisille
Patay
RFN 556 000, spoorlijn tussen Chartres en Orléans

## Galerij

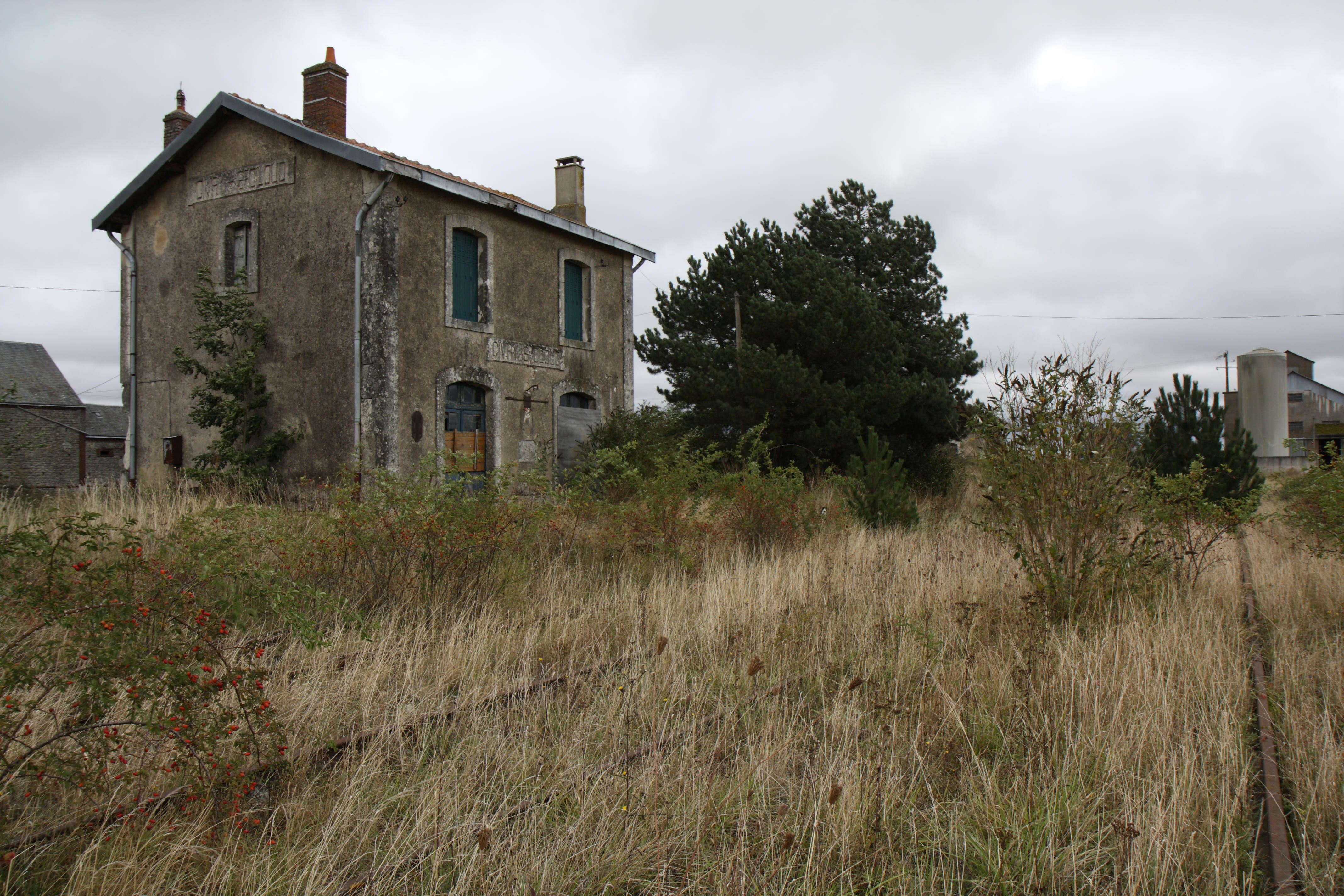
Voormalig station Civry-Saint-Cloud
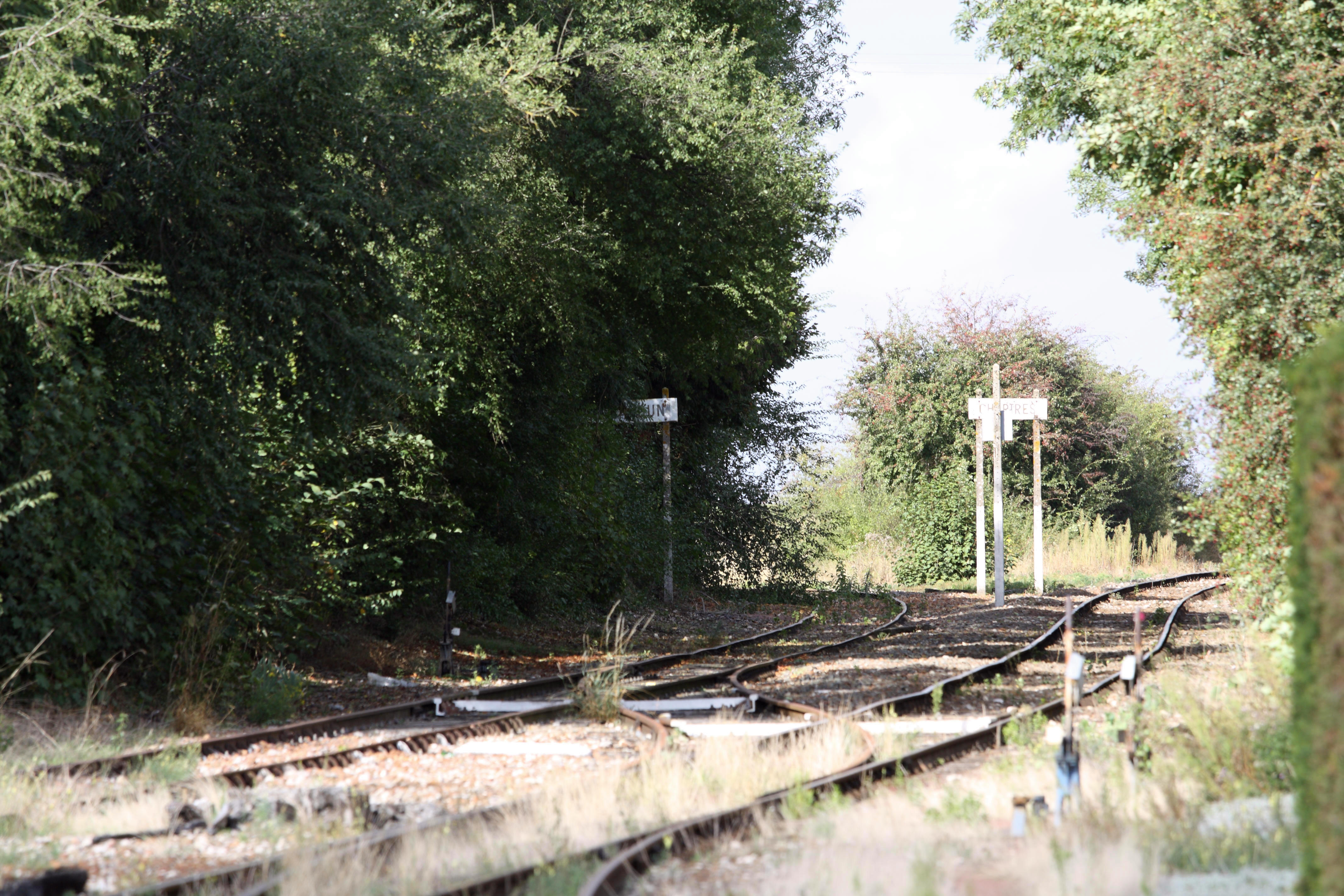
Splitsing van de lijnen Chartres - Orléans en Courtalain-Saint-Pellerin - Patay
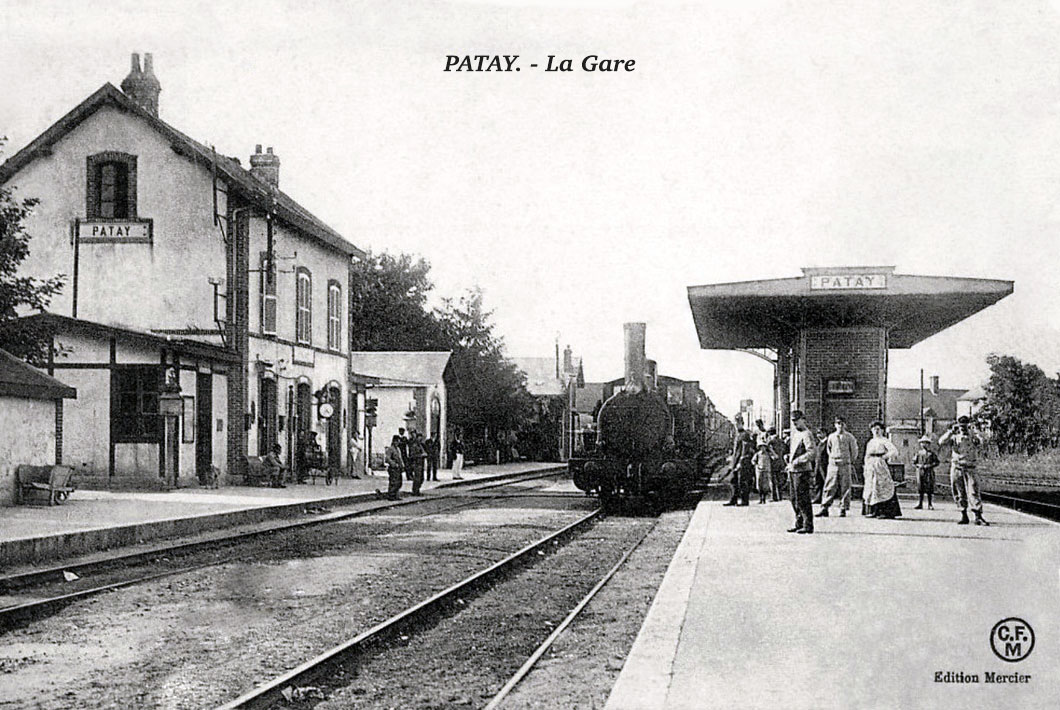
Station Patay rond 1900